# Toro Rosso STR12
De Toro Rosso STR12 is een Formule 1-auto die gebruikt wordt door Scuderia Toro Rosso in het seizoen 2017. Na een jaar met een Ferrari-motor te hebben gereden, ligt er in dit seizoen weer een Renault-motor in de auto.

## Onthulling
Op 26 februari 2017 werd, na een oponthoud van anderhalf uur, de STR12 onthuld op het Circuit de Barcelona-Catalunya. Het was de laatste auto van het seizoen 2017 die werd gepresenteerd. De auto wordt, net zoals in de meeste races van 2016, bestuurd door Daniil Kvjat en Carlos Sainz jr. Vanaf de Grand Prix van Maleisië werd Kvjat vervangen door Pierre Gasly. Na afloop van de Grand Prix van Japan vertrok Sainz naar het team van Renault, waardoor Kvjat zijn comeback kon maken. Tijdens de Grand Prix van de Verenigde Staten had Gasly verplichtingen in de Super Formula, waardoor hij tijdens die race werd vervangen door Brendon Hartley.

## Resultaten
| Kleur  | Resultaat                              |
| ------ | -------------------------------------- |
| Goud   | Winnaar                                |
| Zilver | Tweede plaats                          |
| Brons  | Derde plaats                           |
| Groen  | Gefinisht (punten behaald)             |
| Blauw  | Gefinisht (geen punten behaald)        |
| Blauw  | Niet geklasseerd (NC)                  |
| Paars  | Uitgevallen (DNF)                      |
| Rood   | Niet gekwalificeerd (DNQ)              |
| Zwart  | Gediskwalificeerd (DSQ)                |
| Wit    | Niet gestart (DNS)                     |
| Blanco | Gewond (INJ)                           |
| Blanco | Uitgesloten (EX)                       |
| Blanco | Teruggetrokken (WD) / Niet deelgenomen |
| P      | Poleposition                           |
| S      | Snelste ronde                          |

| Jaar | Chassis | Motor   | Banden | Coureurs         | 1   | 2   | 3   | 4   | 5   | 6   | 7   | 8   | 9   | 10  | 11  | 12  | 13  | 14  | 15  | 16  | 17  | 18  | 19  | 20  | Punten | WK-plaats |
| ---- | ------- | ------- | ------ | ---------------- | --- | --- | --- | --- | --- | --- | --- | --- | --- | --- | --- | --- | --- | --- | --- | --- | --- | --- | --- | --- | ------ | --------- |
| 2017 | STR12   | Renault | P      |                  | AUS | CHN | BHR | RUS | SPA | MON | CAN | AZE | OOS | GBR | HON | BEL | ITA | SIN | MAL | JPN | VST | MEX | BRA | ABU | 53     | 7         |
| 2017 | STR12   | Renault | P      | Carlos Sainz jr. | 8   | 7   | DNF | 10  | 7   | 6   | DNF | 8   | DNF | DNF | 7   | 10  | 14  | 4   | DNF | DNF |     |     |     |     | 53     | 7         |
| 2017 | STR12   | Renault | P      | Daniil Kvjat     | 9   | DNF | 12  | 12  | 9   | 14  | DNF | DNF | 16  | 15  | 11  | 12  | 12  | DNF |     |     | 10  |     |     |     | 53     | 7         |
| 2017 | STR12   | Renault | P      | Pierre Gasly     |     |     |     |     |     |     |     |     |     |     |     |     |     |     | 14  | 13  |     | 13  | 12  | 16  | 53     | 7         |
| 2017 | STR12   | Renault | P      | Brendon Hartley  |     |     |     |     |     |     |     |     |     |     |     |     |     |     |     |     | 13  | DNF | DNF | 15  | 53     | 7         |
| Jaar | Chassis | Motor   | Banden | Coureurs         | 1   | 2   | 3   | 4   | 5   | 6   | 7   | 8   | 9   | 10  | 11  | 12  | 13  | 14  | 15  | 16  | 17  | 18  | 19  | 20  | Punten | WK-plaats |

Ferrari SF70H ·
Force India VJM10 ·
Haas VF-17 ·
McLaren MCL32 ·
Mercedes F1 W08 EQ Power+ ·
Red Bull RB13 ·
Renault R.S.17 ·
Sauber C36 ·
Toro Rosso STR12 ·
Williams FW40